# Gisement préhistorique du Rescoundudou
Le gisement préhistorique du Rescoundudou est un gisement situé à Sébazac-Concourès, en France.

## Localisation
Le gisement est situé sur la commune de Sébazac-Concourès, dans le département français de l'Aveyron.

## Historique
L'édifice est inscrit au titre des monuments historiques en 1993.